# Джафаров, Эльдар Намидович
Эльдар Намидович Джафаров (азерб. Eldar Cəfərov; род. 27 декабря 1983, Свердловск) — азербайджанский профессиональный танцор, хореограф-постановщик. Заслуженный мастер спорта международного класса. Чемпион мира и Европы среди профессионалов WDC по 10 танцам (2012). Чемпион Азербайджана. Чемпион мира среди профессионалов WDC по Classic Show Dance 2019.
Участник танцевального Евровидения 2008 (Глазго).

## Биография
Родился 27 декабря 1983 года в Свердловске в семье Джафаровой Натальи Ивановны (музыкант, преподаватель сольфеджио) и Джафарова Намида Мусеиб-оглы (предприниматель).
В 2001 году окончил среднюю школу № 144. Параллельно обучался в музыкальной школе при Уральской государственной консерватории. 
В 2005 году окончил Международный университет экономики и права в г. Тюмень.

## Танцевальная карьера
Начал заниматься танцами в начальной школе с 7 лет. Далее занимался в клубе «Let’s Dance». В 12-летнем возрасте продолжил танцевальный путь под руководством российских тренеров Александра и Натальи Перловых.
Многократный победитель чемпионатов Урала и Сибири. Дважды являлся финалистом российских национальных чемпионатов.
В 2001 году принял решение заниматься танцами профессионально и перешел в одну из сильнейших танцевальных школ России Андрея и Ирины Какуриных в Тюмени. Позже начал заниматься с лучшими зарубежными педагогами Англии, Италии и Германии, которые приезжали в Москву на мастер-классы.
В 2004 году встал в пару с Анной Сажиной под руководством чемпионки мира Катерины Арзентон, которая предложила им продолжить тренировки в Италии.
В 2005 году переехал в Италию для профессиональных занятий танцами под руководством Катерины Арзентон и Джери Арбате.
С 2005 года Эльдар и Анна Сажина стали представлять Азербайджан на спортивной танцевальной арене и были первой парой из Азербайджана вошедшей в мировую танцевальную элиту.
В 2012 году Эльдар с Ольгой Краснянской стали выступать в категории «Pro Am». Ольга и Эльдар стали дважды победителями «Blackpool Dance Festival Pro» (2017—2018 гг.)
В 2017 году Эльдар и Анна участвовали в чемпионате мира по европейским танцам серди профессионалов, который прошёл в Москве в Кремлёвском дворце и разделили 9-10 места.
В 2018 году Эльдар и Ольга Краснянская стали учредителями компании «SRDS Smooth & Rhytm Dance Style». Компания занимается развитием и продвижением танцевального направления «American Smooth» в России, Европе и Азии.
В 2019 году Эльдар и Анна Сажина одержали победу на мировом первенстве по бальным танцам среди профессионалов «WDC World Championship Professional Ballroom Showdance 2019», который прошёл 15 декабря 2019 года в Вене.
В 2019 году Эльдар и Ольга стали совладельцами фитнес-студии «PRO TELO».

## Достижения
- Чемпион Мира среди любителей «WDC Amateur League» по европейской программе 2008
- Чемпион Мира среди любителей «WDC Amateur League» по 10 танцам 2009
- Чемпион Мира среди любителей «WDC Amateur League» по программе Classic Show Dance 2009
- Чемпион Мира и Европы среди профессионалов WDC по 10 танцам 2012
- Чемпион Мира среди профессионалов WDC по Classic Show Dance 2019[6][7]

## Семья
Жена — Анна Сажина.